# Pagellus bellottii
Pagellus bellottii es una especie de peces de la familia Sparidae en el orden de los Perciformes. En español recibe el nombre de breca chata o garapello, y también se le conoce por el nombre de falsa dorada.

## Morfología
• Los machos pueden llegar alcanzar los 42 cm de longitud total.

## Distribución geográfica
Se encuentra en las  costas del Atlántico oriental (desde el Estrecho de Gibraltar hasta Angola, incluyendo las Islas Canarias ) y el suroeste del Mar Mediterráneo.